# Argia (insecte)
Genre
Argia  est un genre de la famille des Coenagrionidae appartenant au sous-ordre des Zygoptères dans l'ordre des Odonates. C'est le genre le plus nombreux de la sous-famille des Argiinae avec plus de 115 espèces. On les retrouve dans le Nouveau Monde avec une grande diversité dans les régions néotropicales. Il s'agit de demoiselles de taille moyenne qui sont très actives durant la journée. Le nom vernaculaire anglais est « dancer » (danseur) qui décrit bien leur comportement aérien à proximité des plans d'eau. Le nom vernaculaire français est Argie.

## Étymologie
Le nom provient du grec ancien ἀργία (argia) qui signifie « paresse ». Un nom qui ne correspond pas à la vraie nature de ces demoiselles qui sont très actives et alertes.

## Caractéristiques
Les Argia sont des demoiselles de taille moyenne et on les retrouve sous plusieurs formes de coloration. Certaines espèces ont une coloration bleue et noire qui ressemble beaucoup au genre Enallagma. L'une des caractéristiques principales chez les argies est la présence de longues épines sur leur tibia. De plus, chez les mâles, les cerques sont plus courts que le paraprocte.

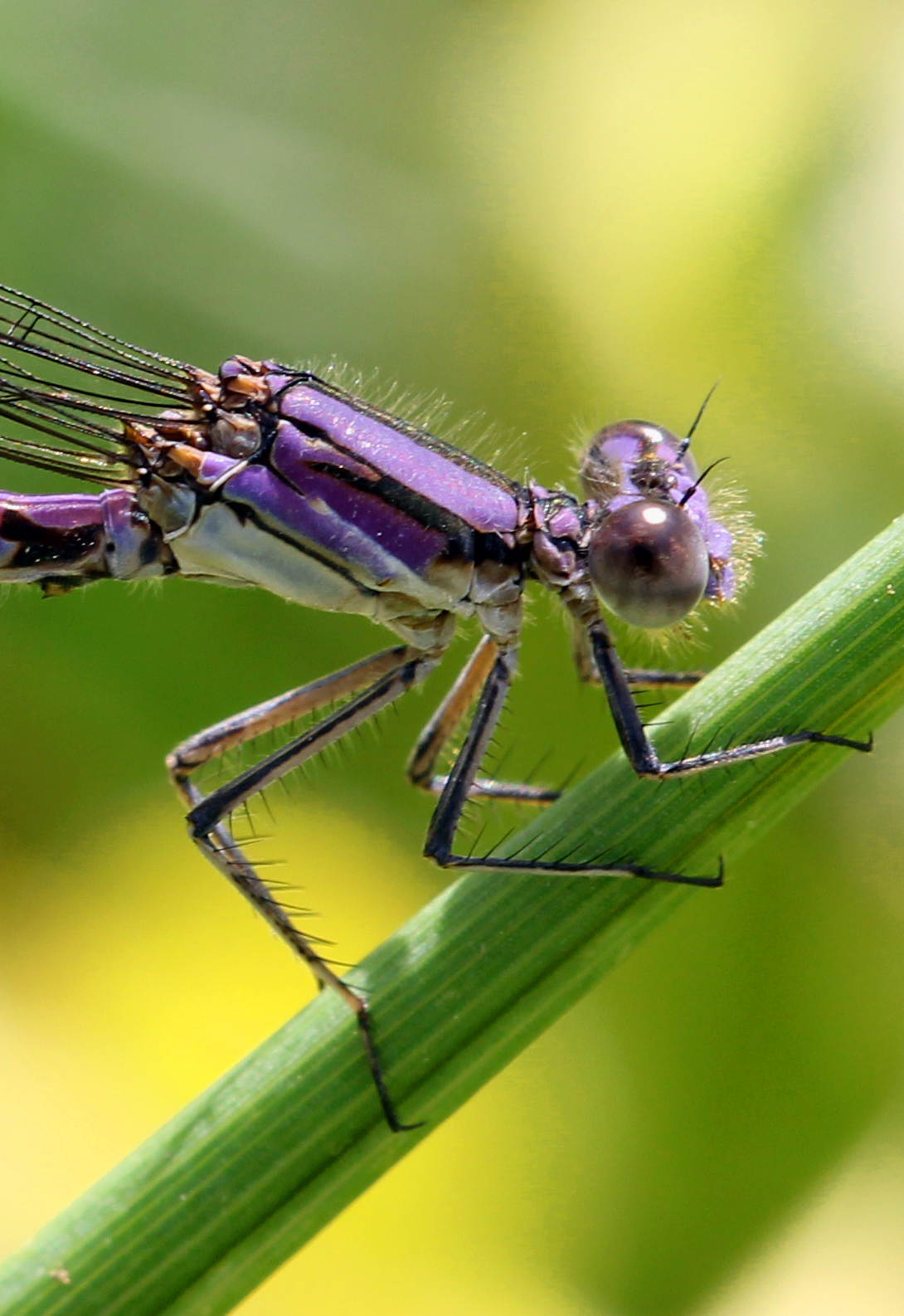
Épines sur les tibias.
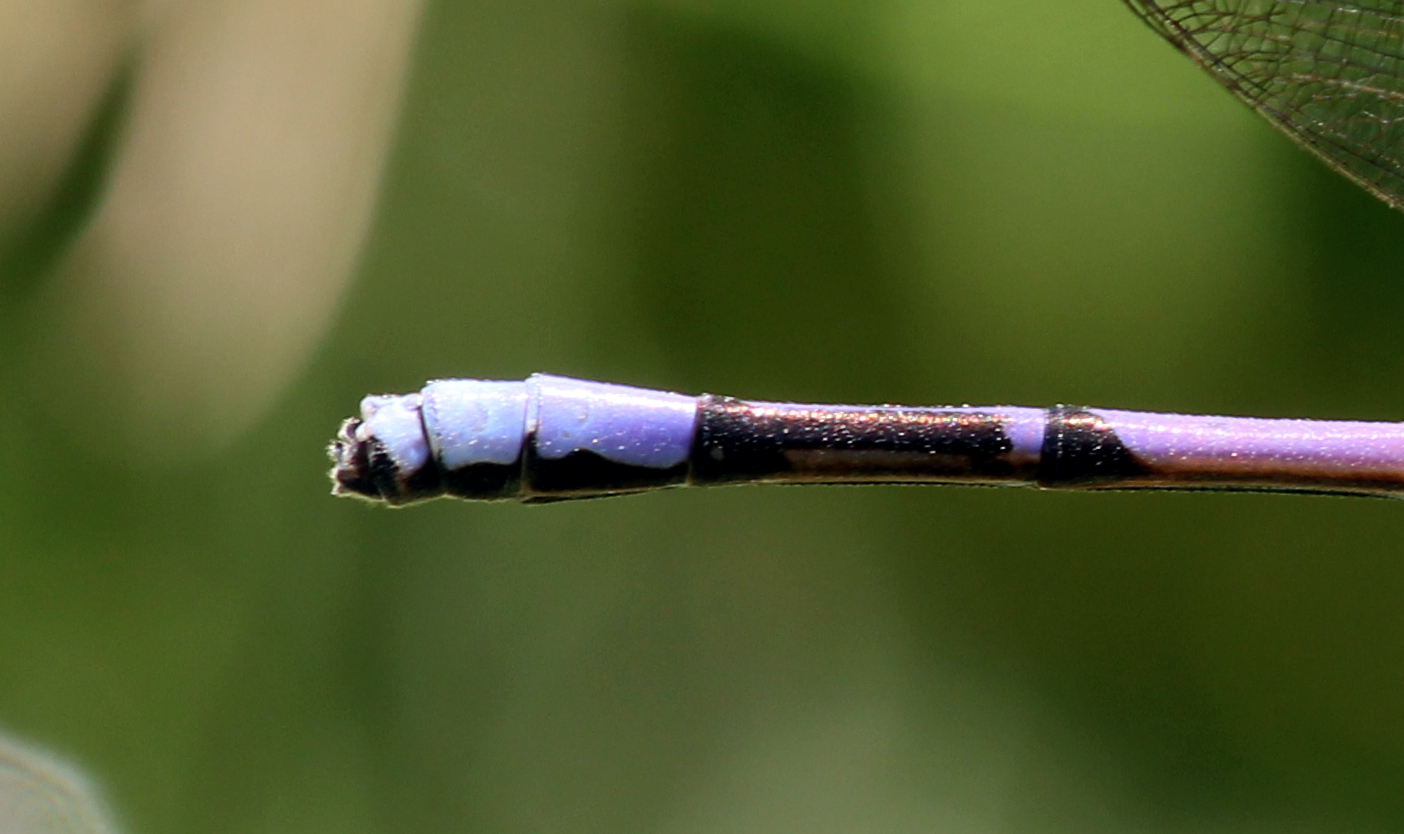
Cerques plus courtes que le paraprocte.

## Habitat
La plupart des espèces d'Argia fréquentent les rivières de faible à moyen débit.

## Reproduction

### Territorialité
Les mâles Argia sont connus pour être très territoriaux et deviennent agressifs durant la période de reproduction. Une étude a démontré que les mâles de grande taille sont généralement plus territoriaux et réussissent à gagner plus de combat. Par ce fait, ils occupent les meilleurs territoires et ont donc la chance de s'accoupler avec plusieurs femelles. 

### Accouplement et ponte

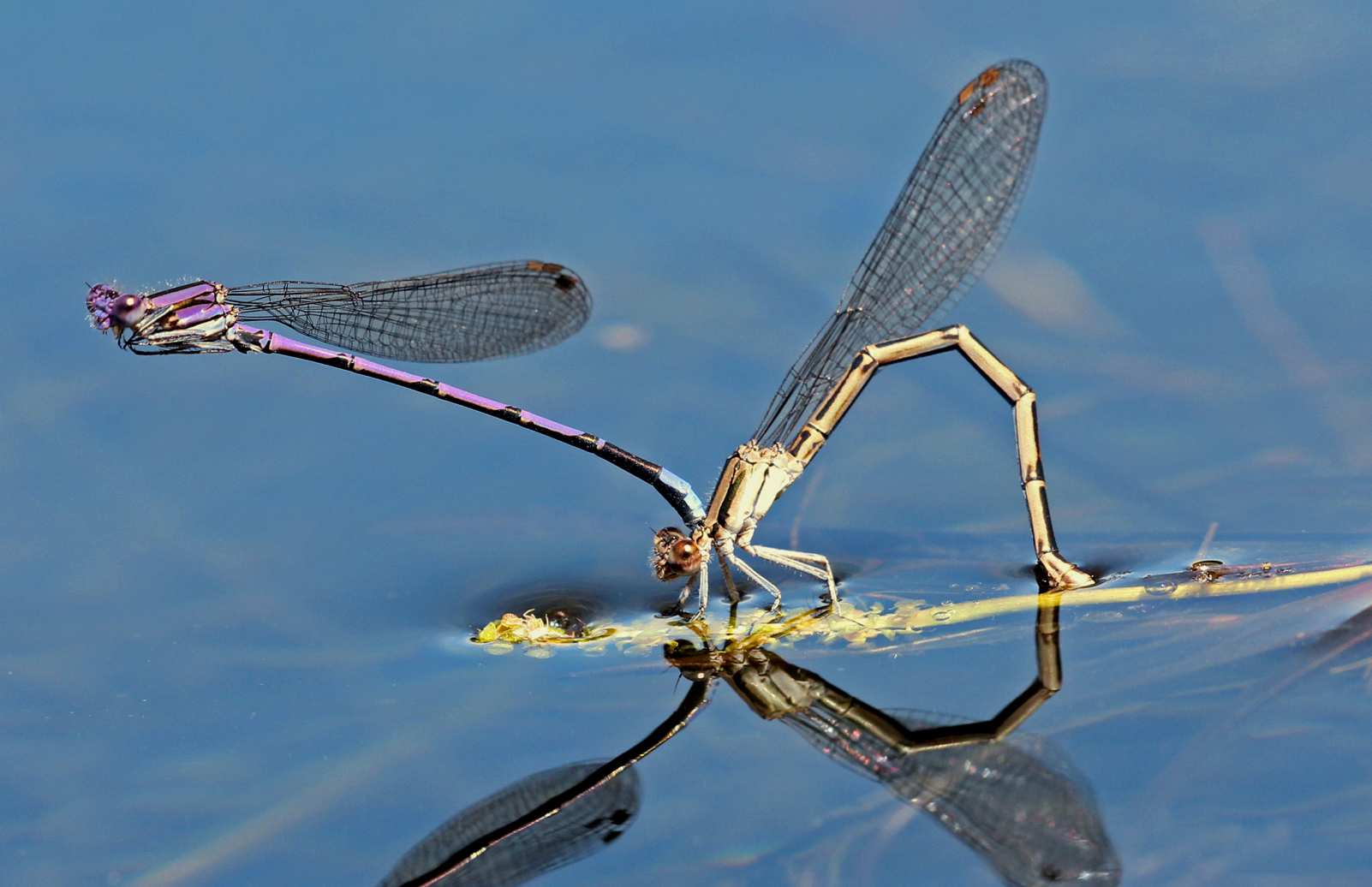
Ponte chez les argies - Argia violacea fumipennis.

Lors de l'accouplement, le mâle accroche la femelle par le contact de ses cerques sur le prothorax de celle-ci. Si la femelle est réceptive, elle tordra son abdomen pour le connecter aux pièces génitales du mâle. Cette position en forme de cœur permet le transfert du sperme et la fertilisation des œufs. Lorsque l'accouplement est terminé, la femelle choisit un milieu idéal pour la ponte, généralement dans de la végétation submergée (algues, plantes aquatiques et débris organiques). Le mâle gardera la femelle, par le contact avec son prothorax, jusqu'à la fin de la ponte.

## Liste d'espèces
Ce genre comprend les 116 espèces suivantes :
- Argia adamsi Calvert, 1902
- Argia agrioides Calvert, 1895
- Argia alberta Kennedy, 1918
- Argia albistigma Hagen in Selys, 1865
- Argia anceps Garrison, 1996
- Argia apicalis (Say, 1840)
- Argia barretti Calvert, 1902
- Argia bicellulata (Calvert, 1909)
- Argia bipunctulata Hagen, 1861
- Argia botacudo Calvert, 1909
- Argia calida (Hagen, 1861)
- Argia carlcooki Daigle, 1995
- Argia chapadae Calvert, 1909
- Argia chelata Calvert, 1902
- Argia claussenii Selys, 1865
- Argia collata Selys, 1865
- Argia concinna (Rambur, 1842)
- Argia croceipennis Selys, 1865
- Argia cupraurea Calvert, 1902
- Argia cuprea (Hagen, 1861)
- Argia cyathigera Navás, 1934
- Argia deami Calvert, 1902
- Argia difficilis Selys, 1865
- Argia dives Förster, 1914
- Argia eliptica Selys, 1865
- Argia emma Kennedy, 1915
- Argia euphorbia Fraser, 1946
- Argia extranea (Hagen, 1861)
- Argia fissa Selys, 1865
- Argia fraudatricula Förster, 1914
- Argia frequentula Calvert, 1907
- Argia fulgida Navás, 1934
- Argia fumigata Hagen in Selys, 1865
- Argia fumipennis (Burmeister, 1839)
- Argia funcki (Selys, 1854)
- Argia funebris (Hagen, 1861)
- Argia garrisoni Daigle, 1991
- Argia gaumeri Calvert, 1907
- Argia gerhardi Calvert, 1909
- Argia hamulata Fraser, 1946
- Argia harknessi Calvert , 1899
- Argia hasemani Calvert, 1909
- Argia herberti Calvert, 1902
- Argia hinei Kennedy, 1918
- Argia huanacina Förster, 1914
- Argia immunda (Hagen, 1861)
- Argia impura Rambur, 1842
- Argia inculta Hagen in Selys, 1865
- Argia indicatrixCalvert, 1902
- Argia indocilis Navás, 1934
- Argia infrequentula Fraser, 1946
- Argia infumata Selys, 1865
- Argia insipida Hagen in Selys, 1865
- Argia iralai Calvert, 1909
- Argia jocosa Hagen in Selys, 1865
- Argia joergenseni Ris, 1913
- Argia johannella Calvert, 1907
- Argia jujuya Ris, 1916
- Argia kokama Calvert, 1909
- Argia lacrimans (Hagen, 1861)
- Argia leonorae Garrison, 1994
- Argia lilacina Selys, 1865
- Argia limitata Navás, 1924
- Argia lugens (Hagen, 1861)
- Argia medullaris Hagen in Selys, 1865
- Argia mishuyaca Fraser, 1946
- Argia modesta Selys, 1865
- Argia moesta (Hagen, 1861)
- Argia mollis Hagen in Selys, 1865
- Argia munda Calvert, 1902
- Argia nahuana Calvert, 1902
- Argia nigrior Calvert, 1909
- Argia oculata Hagen in Selys, 1865
- Argia oenea Hagen in Selys, 1865
- Argia orichalcea Hagen in Selys, 1865
- Argia pallens Calvert, 1902
- Argia percellulata Calvert, 1902
- Argia pima Garrison, 1994
- Argia pipila Calvert, 1907
- Argia plana Calvert, 1902
- Argia pocomana Calvert, 1907
- Argia popoluca Calvert, 1902
- Argia pulla Hagen in Selys, 1865
- Argia reclusa Selys, 1865
- Argia rectangula Navás, 1920
- Argia rhoadsi Calvert, 1902
- Argia rogersi Calvert, 1902
- Argia rosseri Tennessen, 2002
- Argia sabino Garrison, 1994
- Argia sedula (Hagen, 1861)
- Argia serva Hagen in Selys, 1865
- Argia smithiana Calvert, 1909
- Argia sordida Hagen in Selys, 1865
- Argia subapicalis Calvert, 1909
- Argia talamanca Calvert, 1907
- Argia tamoyo Calvert, 1909
- Argia tarascana Calvert, 1902
- Argia telesfordi Meurgey, 2009
- Argia teriraCalvert, 1907
- Argia tezpi Calvert, 1902
- Argia thespis Hagen in Selys, 1865
- Argia tibialis (Rambur, 1842)
- Argia tinctipennis Selys, 1865
- Argia tonto Calvert, 1902
- Argia translata Hagen in Selys, 1865
- Argia tupi Calvert, 1909
- Argia ulmeca Calvert, 1902
- Argia underwoodi Calvert, 1907
- Argia variata Navás, 1935
- Argia variabilis Selys, 1865
- Argia variegata Förster, 1914
- Argia vivida Hagen in Selys, 1865
- Argia westfalli Garrison, 1996
- Argia yungensis Garrison and von Ellenrieder, 2007